# ليليان تنوري
ليليان تنوري(1978-) هي مذيعة لبنانية من مواليد زحلة، في قناة العربية الفضائية، تقدمّ نشرات أخبار رياضية.